# Parafia Najświętszego Serca Pana Jezusa w Małej Nieszawce
Parafia Najświętszego Serca Pana Jezusa w Małej Nieszawce – parafia rzymskokatolicka w diecezji toruńskiej, w dekanacie Toruń IV, z siedzibą w Małej Nieszawce.

## Historia kościoła
Drewniany kościół Najświętszego Serca Pana Jezusa w Małej Nieszawce powstał w 1890 roku, jako kaplica osadników holenderskich przybyłych z Holandii i Fryzji. Do końca II wojny światowej należał do zboru Mennonitów, a następnie został przejęty przez Kościół rzymskokatolicki. Z początku kościół należał do parafii św. Apostołów Piotra i Pawła w Toruniu-Podgórzu. Pierwszym proboszczem katolickim, który sprawował opiekę nad kościołem, był ks. Mieczysław Sidziński, mianowany na to stanowisko 1 lipca 1948 roku. Kuria Metropolitalna w Gnieźnie zabiegała o stworzenie samodzielnej parafii w Małej Nieszawce, jednakże wszystkie postulaty w tej sprawie były rozpatrywane negatywnie przez ówczesne władze województwa. Udało się to dopiero w roku 1978 za sprawą dekretu kard. Stefana Wyszyńskiego. Wkrótce po dekrecie zaczęto budowę plebanii oraz kaplicy Najświętszej Marii Panny Wspomożycielki Wiernych, którą ukończono w 1993 roku. Kaplica otrzymała status kościoła pomocniczego.

## Grupy parafialne
- Stowarzyszenie Rodzin Katolickich
- Żywy Różaniec
- Ministranci i lektorzy
- Szkolne Koło Misyjne